# Rumold Mercator
Rumold Mercator, nizozemski kartograf, * 1545, † 1599.
Rumold, sin bolj znanega Gerardusa, je dokončal nekatera očetova dela in naredil nekatera svoja dela.